# Ftálimid
A ftálimid az imidek közé tartozó szerves vegyület, melyek jellemzője, hogy bennük két karbonilcsoport kapcsolódik primer aminhoz vagy ammóniához. Szobahőmérsékleten fehér szilárd anyag.

## Előállítása
Ftálsav-anhidridet vizes ammónia-oldattal melegítve 95–97%-os hozammal nyerhető. Előállítható úgy is, hogy az anhidridet ammónium-karbonáttal megolvasztják.

## Felhasználása
A ftálimidet a műanyagokban, valamint a kémiai szintézisekben és kutatásokban használják.

## Reakciókészsége
A nitrogénatomhoz kapcsolódó karbonilcsoport nagy elektronegativitása miatt erősen savas vegyület, több fémmel is – például káliummal, nátriummal – sót képez, mely a fém-karbonát és ftálimid reakciójával állítható elő. Ftálimid-káliumot ftálimid és kálium-karbonát 100 °C-os vízben végzett reakciójával készítenek, és a primer aminok Gabriel-szintézisében használják. A glicin Gabriel-szintézise során a hozam akár 85% is lehet.

## Természetes előfordulása
A kladnoit a ftálimid természetes (ásványi) megfelelője. Nagyon ritkán, leégett szenes meddőhányókon fordul elő.

## Fordítás
Ez a szócikk részben vagy egészben a Phthalimide című angol Wikipédia-szócikk ezen változatának fordításán alapul.  Az eredeti cikk szerkesztőit annak laptörténete sorolja fel. Ez a jelzés csupán a megfogalmazás eredetét és a szerzői jogokat jelzi, nem szolgál a cikkben szereplő információk forrásmegjelöléseként.